# 吡喃
吡喃（pyran）又译哌喃，是一种六元杂环有机物，其六元环含有五个碳原子、一个氧原子和两个环内双键；由于吡喃不像呋喃形成共轭回路，所以吡喃不具备芳香性，并非芳环，旧称“氧杂苯”也是不恰当的。有吡喃环的化合物為其同系物。根据吡喃两个双键位置的不同，可以有两个异构体：2H-吡喃和4H-吡喃。
吡喃并不是一个闭合的共轭体系，但它的吡啶季铵盐的类似物吡喃鎓盐是一个闭合的共轭体系，有一定的芳香性和稳定性。
未取代的吡喃在自然界至今尚未发现，其自身价值也不大，但吡喃的衍生物，尤其是吡喃酮，则广泛存在于许多天然自然物质中。苯并吡喃（色烯）、色酮、香豆素、黄酮、异黄酮、花青素等物质都可看作是吡喃的衍生物。
吡喃的饱和衍生物有两种：二氢吡喃（dihydropyran）和四氢吡喃（tetrahydropyran），注意此两者不同于2H-吡喃和4H-吡喃。四氢吡喃是组成吡喃糖的基本结构。

## 性质
α-吡喃从未制得。γ-吡喃沸点80℃，不稳定，在空气中迅速变色。易与强酸成吡喃盐。

## 制取
γ-吡喃可由戊二醛在氯化氢和二氯甲烷溶液中环化，再用N,N-二乙基苯胺于90℃脱去氯化氢而得。